# Metroperiella acuta
Metroperiella acuta är en mossdjursart som först beskrevs av Ortmann 1890.  Metroperiella acuta ingår i släktet Metroperiella och familjen Bitectiporidae. Inga underarter finns listade i Catalogue of Life.